# Черёмушки (Новосибирская область)
Черёмушки — упразднённый в 2006 году посёлок в Чистоозёрном районе Новосибирской области. Входил на момент упразднения в состав Барабо-Юдинского сельсовета. 

## География
Находился у оз. Абушкан.

## История
Упразднён в 2006 году.

## Транспорт
Находился на дороге 50Н-3108.